# Lítote
La lítote o atenuació és un recurs literari en què es nega el contrari d'allò que es vol afirmar. Per exemple: "No xuta malament", volent dir que xuta molt bé.
Les lítotes són una forma d'eufemisme, sempre deliberat i amb la intenció d'èmfasi. Això no obstant, la interpretació de la negació pot dependre del context, incloent-hi el context cultural. En un discurs, aquest també pot dependre de l'entonació i l'èmfasi, per exemple, la frase "No està malament", es pot dir de tal manera que pot arribar a dir de "mediocre" a "excel·lent".
L'ús del recurs de la lítote apareix específicament en certes cultures com la dels europeus del nord i és molt popular en l'anglès, el rus i el francès. Són molt característiques de l'antiga poesia anglesa i de les sagues islandeses. Les lítotes són un mitjà pel qual es desenvolupa un cert estoïcisme expressiu.
La paraula litotes és d'origen grec (λιτότης) significa "simplicitat". Deriva de la paraula λιτός, llatí litos, que significa "senzill, simple, petit o minso".